# Bruno Reis (futebolista)
Bruno Reis Lino, mais conhecido como Bruno Reis (São João de Meriti, 18 de junho de 1978) é um ex-futebolista brasileiro que atuava como meia-amador. Atualmente, exercendo a função de treinador.

## Carreira
Começou no Fluminense em 1997 onde permaneceu até o ano de 2000. Passou sem brilho por vários times da Europa. No Brasil já passou por Associação Atlética Anapolina, Vasco da Gama, Villa Rio e Resende. Foi para o America, por onde ficou até 2011. que o dispensou por jogar uma partida na equipe de showbol do Fluminense. mas no fim do mesmo ano, acertou com o Madureira, onde pendurou as chuteiras.
No mesmo Madureira, em que Bruno Reis passou a iniciar carreira como treinador de futebol, inicialmente como assistente técnico de Toninho Andrade e em seguida, passando a comandar o elenco principal.

## Titulos
Fluminense
- Campeonato Brasileiro - Série C: 1999

Atlético Paranaense
- Campeonato Brasileiro: 2001

Maccabi Tel Aviv
- Campeonato Israelense: 2002-03
- Copa do Estado de Israel: 2004-05